# Doamna Stanca
Doamna Stanca (n. a doua jumătate a sec. XVI – d. 1603) a fost soția lui Mihai Viteazul. Tradiția spune că s-au căsătorit în biserica din localitatea Proieni, județul Vâlcea, în anul 1584. 
Impreuna cu sotul ei, Mihai Viteazul, a ctitorit in Bucuresti Manastirea Mihai Voda (1594), inchinata in 1599, chiar de catre domnitor, Manastirii Simonopetra de la Muntele Athos. Manastirea Mihai Voda a participat intens la istoria secolelor urmatoare: a fost locul de desfasurare a vietii politice, a unor evenimente militare, a fost resedinta domneasca pentru mai multi domnitori, spital militar, sediul al Arhivelor Statului, sediul cavalerilor Ordinului Mihai Viteazul (1920), a fost victima politicii de reamenajare a Bucurestiului din perioada comunista. Astfel, in 1985, complexul manastirii a fost demolat, reusindu-se sa fie salvate biserica si a turnul-clopotnita ( cu pretul mutarii din locatia initiala, astazi acest loc ce a martorul a mai bine de 400 de ani din istoria romanilor poate fi vizitat in strada Sapientei).

## Familia
Doamna Stanca era fiica unei jupânese Neacșa, călugărită sub numele de Maria, a avut un frate Dragomir, boier mare în vremea lui Matei Basarab și era nepoată, de frate sau de soră, a marelui ban Dobromir dintre 1568-1581. A avut doi copii: o fiică Florica și un fiu Nicolae Pătrașcu. Tatăl ei era, probabil, un jupân Stan. Ea a avut moștenire satele Cârstienești (Vâlcea) și Poiana.

## Doamna Stanca la Făgăraș
Stăpân ocazional al Cetății Făgărașului, Mihai Viteazul dăruiește Doamnei Stanca în anul 1600 atât castelul, cât și domeniul Făgărașului. El se va retrage aici după înfrângerea de la Mirăslău (18/28 septembrie 1600) și tot aici își va adăposti familia, până în 1601.
Doamna Stanca se așază aici cu cei doi copii, Nicolae Pătrașcu și Domnița Florica. Mihai Viteazul construiește în partea sudică a cetății o biserică pentru familia lui. După lupta de la Mirăslău, cei trei vor fi ținuți în cetate ca ostatici, iar după uciderea voievodului, Doamna Stanca a stat aici ca roabă. 

## Cinstirea memoriei Doamnei Stanca

Bust al Doamnei Stanca, în fața Cetății din Făgăraș (sculptură de Spiridon Georgescu, 1938)

În decembrie 1603, pe când se afla la Râmnic, Doamna Stanca s-a îmbolnăvit de ciumă și a murit. A fost înhumată în curtea episcopiei Râmnicului, iar slujba a fost ținută de episcopul Efrem. În actul bisericesc emis la data de 28 decembrie 1603 este menționată suma de 8000 de aspri, alocată pentru ceremonia de înmormântare a soției marelui voievod. Mormântul a fost însă jefuit și distrus în timpul războiului din 1736-1739, dar la Mânăstirea Cozia au fost descoperite câteva fragmente ale unei pietre funerare aduse de la episcopia Râmnicului, rămășițe care ar aparține cavoului Doamnei Stanca.  

În anul 1938, la propunerea lui Nicolae Iorga, «Gruparea Femeilor Române» filiala Făgăraș, a luat inițiativa ridicării unui bust al Doamnei Stanca. Statuia a fost realizată în anul 1938 de către sculptorul Spiridon Georgescu (1887-1974). Pe soclul monumentului este scris: 
„Aici a suferit toate umilințele și amenințările, pentru că a cerut dreptate neamului său, chinuită și apoi veșnic nemângăiata soție a lui Mihai Viteazul, Doamna Stanca”
. Monumentul se află în fața Cetății din Făgăraș.
- O instituție de învățământ de nivel liceal din Făgăraș îi poartă numele: Colegiul Național Doamna Stanca.[6]
- O instituție de învățământ de nivel liceal din Satu Mare îi poartă numele: Colegiul Național Doamna Stanca.[7]
- O stradă din Făgăraș îi poartă numele: strada Doamna Stanca.
- O stradă din București îi poartă numele: strada Doamna Stanca.
- O stradă din Ploiești îi poartă numele: strada Doamna Stanca.
- O stradă din Râmnicu Vâlcea îi poartă numele: strada Doamna Stanca.
- O stradă din Șelimbăr, județul Sibiu îi poartă numele: strada Doamna Stanca.

## În film
În Buzduganul cu trei peceți (1977) este interpretată de actrița Olga Bucătaru, în Mihai Viteazul (1971) de Ioana Bulcă.